# سیارک ۱۵۶۲۴
سیارک ۱۵۶۲۴ (به انگلیسی: 15624 Lamberton، نامگذاری:2000HB31) پانزده هزار و ششصد و بیست و چهارمین سیارک کشف شده‌است که در ۲۸ آوریل ۲۰۰۰ کشف شد.
قدر مطلق سیارک برابر ۱۴.۸ است.